# سيد محمود قريشي
سید محمود قريشي (بالأردوية: شاہ محمود قریشی)‏ (و. 1956  م) هو سياسي باكستاني.

## مناصب
تولى منصب عضو الدورة الرابعة عشر في الجمعية الوطنية في باكستان ‏ (منذ 3 يونيو 2013)
- عضو الدورة ال 15 في الجمعية الوطنية في باكستان ‏.

## التعليم
تعلم في كلية إيتشیسون ‏، وكلية جسد المسيح ‏، وكلية فورمان كريستيان.